# Wola Lipecka
Wola Lipecka (deutsch Lindmannsdorf) ist ein kleiner Ort in der polnischen Woiwodschaft Ermland-Masuren. Er gehört zur Stadt- und Landgemeinde Orneta (Wormditt) im Powiat Lidzbarski (Kreis Heilsberg).

## Geographische Lage
Wola Lipecka liegt im Nordwesten der Woiwodschaft Ermland-Masuren, 33 Kilometer südöstlich der Kreisstadt Braniewo (Braunsberg).

## Geschichte
Der Ort Lindmansdorf (erst nach 1785 Lindmannsdorf geschrieben) bestand aus mehreren großen Höfen. 1874 kam das Dorf als Landgemeinde zum neu errichteten Amtsbezirk Layß (polnisch Łajsy) im ostpreußischen Kreis Braunsberg, Regierungsbezirk Königsberg. Im Jahre 1910 zählte Lindmannsdorf 81 Einwohner.
Am 17. Oktober 1928 verlor die Landgemeinde Lindmannsdorf ihre Eigenständigkeit und wurde nach Sonnwalde (polnisch Radziejewo) eingegliedert.
Als 1945 das gesamte südliche Ostpreußen in Kriegsfolge an Polen fiel, erhielt Lindmannsdorf die polnische Namensform „Wola Lipecka“. Heute ist die Osada (= „Siedlung“) eine Ortschaft innerhalb der Gmina Orneta (Stadt- und Landgemeinde Wormditt) im Powiat Lidzbarski (Kreis Heilsberg), von 1975 bis 1998 der Woiwodschaft Elbląg, seither der Woiwodschaft Ermland-Masuren zugehörig.

## Religion
Bis 1896 war Lindmannsdorf in die römisch-katholische Kirche Layß (polnisch Łajsy), seither in die Kirche Sonnwalde, jetzt Radziejewo, im Dekanat Orneta (Wormditt) im Erzbistum Ermland eingepfarrt.
Evangelische Einwohner Lindmannsdorfs gehörten bis 1945 zur Pfarrkirche Mehlsack in der Kirchenprovinz Ostpreußen der Kirche der Altpreußischen Union, jetzt zur Diözese Masuren der Evangelisch-Augsburgischen Kirche in Polen.

## Verkehr
Wola Lipecka ist von Kumajny (Komainen) aus auf direktem Wege zu erreichen. Die nächste Bahnstation ist Henrykowo (Heinrikau) an der PKP-Bahnstrecke 221: Olsztyn Gutkowo–Braniewo (Allenstein-Göttkendorf–Braunsberg).